# Cueva del Cochino

Localización de algunos de los yacimientos más importantes del Paleolítico y Epipaleolítico en la Comunidad Valenciana.

La cueva del Cochino está situada 5 km al norte de Villena (Alicante), España, en la ladera sur de la sierra del Morrón. La cavidad está orientada al este-sureste y tiene 7 m de boca, 1 de altura y 6 de profundidad. A ambos lados de la boca la roca avanza formando una protección natural, que completó con un muro de piedras que solo dejaba acceso al extremo septentrional. Ante la boca se extiende una explanada, algo inclinada hacia el barranco que corre al pie de la cueva y limitada por una fila curva de piedras gruesas, cuyos extremos se apoyan en los salientes que flanquean la entrada.
Las excavaciones arqueológicas corrieron a cargo de José María Soler García desde 1955. En el nivel I no apareció ningún resto de valor arqueológico, mientras que en el nivel II ya se hallaron algunas cerámicas musulmanas. En el nivel III, en lugar de la esperada capa neolítica aparecieron lascas y piezas musterienses datadas hace alrededor de 50.000 años. Estas piezas son de gran valor dado que son los hallazgos más antiguos de la comarca, y unos de los más antiguos de la provincia, junto con la Cova Negra de Játiva y la Cova del Teular de Alcoy. El material más común es el sílex, tallado en su mayor parte con técnica levalloisiense, seguido por los hallazgo de huesos de animal y hélix casi fosilizados. Entre el material recogido abundan las puntas y raederas típicas de esta cultura, pero escasean los restantes utensilios que suelen aparecer en yacimientos más ricos al norte de los Pirineos. Los hallazgos están conservados en el Museo Arqueológico de Villena.